# Rodrigo Parreira
Rodrigo Miguel Reis Parreira (sinh ngày 16 tháng 3 năm 1993) là một cầu thủ bóng đá người Bồ Đào Nha thi đấu cho SC Olhanense ở vị trí tiền vệ chạy cánh.